# めおん (映画)
『めおん』は香川県を舞台とした日本映画である。2009年のさぬき映画祭で初上映。
香川県高松市沖の瀬戸内海に浮かぶ女木島・男木島を主な舞台に、男女の恋愛を描いた「恋愛離婚」・「鬼の秘宝」・「ランプウェイのむこうに」の3本の物語で構成されているオムニバス形式の映画である。
タイトルのめおんとは、高松港と女木島・男木島を結んでいる雌雄島海運のフェリーの名前。

## キャスト
- 菊川怜
- 山田純大
- 木内晶子
- 麿赤兒
- 中村ゆり
- 山崎樹範
- 古和咲紀

## スタッフ
- 監督：赤澤明春(第1話)、野村精司(第2話)、渡辺敦(第3話)
- 製作：BOBOS

## ロケ地
- 高松港
- 女木島
- 男木島